# Apostolat laika
Apostolat laika, sudjelovanje vjernika - laika u različitim oblicima života i djelovanja kršćanske zajednice. Kao dio pastoralnog bogoslovlja, izučava se povijesni pregled razvitka pastoralne/praktične teologije, sadašnje shvaćanje pastoralne teologije i njezina pozicija unutar teologije i njezina uloga u Crkvi i društvu, zatim područje pastoralno-teološkog odnosno praktično-teološkog istraživanja, povijesni pregled shvaćanja i ostvarivanja apostolata vjernika laika, govori se o crkvenim službama vjernika unutar Crkve; o mogućnostima i perspektivama angažmana vjernika laika u Crkvi u svijetu i u prilikama na vlastitom zemljopisnom području. Pretečom apostolata laika smatra se sv. Juraj Preca. U organizator apostolata laika spadaju i Antun Marija Claret. Danas postoji u Katoličkoj Crkvi Kongregacija za apostolat laika, čiji je član bio Gabrijel Bukatko. Na Drugom vatikanskom saboru član komisije za apostolat laika bio je Dragutin Nežić. Poznata apostolska organizacija laika je u službi Crkve pod crkvenim pravcem je Marijina legija koju je osnovao Frank Duff.
Odgovornost Papinskoga vijeća za laike, obitelj i život je "za promicanje života i apostolata vjernika laika, za pastoralnu skrb o obitelji i njezino poslanje prema Božjem planu i zaštiti i podršci ljudskog života". 
Vatikanski dekret o laičkom apostolatu nosi naslov Apostolicam Actuositatem.